# Denis Papin
Pour les articles homonymes, voir Papin.
 (décembre 2022).
Denis Papin, né à Chitenay le 22 août 1647 et mort à Londres le 26 août 1713, est un physicien, mathématicien et inventeur français, connu notamment pour ses travaux sur la machine à vapeur.

## Biographie

### Formation en France
Denis Papin est né dans le petit village de Chitenay, dans les environs de Blois, en août 1647. Issu d'une famille de notables protestants de Blois, il est le premier fils d'une fratrie de dix frères et sœurs. Il est aussi le neveu de Nicolas Papin et le cousin germain d'Isaac Papin. Il suit d'abord les cours du collège royal de Blois, avant d'étudier à l'université d'Angers et de décrocher un diplôme de médecine tout en montrant des dispositions et un intérêt prononcé pour la physique. 
Reçu docteur vers 1669, on le retrouve deux ans plus tard comme curateur auprès de Christian Huygens, un savant d'une immense renommée, qui anime alors l'Académie des sciences depuis 1670. Christian Huygens qui cherche alors un assistant, va recruter le jeune Blésois, le rémunérer sur ses propres appointements, et le loger dans ses appartements au Louvre, près de la Bibliothèque du Roi.
On ignore ce qui a mené Denis Papin à une telle ascension, à l'âge de 24 ans. Des biographes ont imaginé que Marie Charron, femme de Colbert et originaire de Blois, aurait pu intercéder en sa faveur. Une autre hypothèse semble plus vraisemblable : Papin, dont on sait qu'il n'était pas attiré par l'exercice de la médecine, se serait livré à sa passion pour la physique, en réalisant une machine remarquable : peut-être cette machine à incendie qui produit un jet orientable et continu, dont on ne connaît pas l'auteur, et qui fut justement apportée « par un étranger » à l'Académie des sciences vers 1671.
En 1673, Huygens et son assistant Denis Papin, mettent en évidence à Paris le principe du moteur à combustion et explosion. Ils réussissent à déplacer un piston entraînant une charge de 70 kg sur 30 cm, en chauffant un cylindre métallique vidé d'air, empli de poudre à canon.
En 1673, à l'Académie royale des sciences, Denis Papin croise le chemin de Leibniz, du même âge que lui et qui restera son ami et son correspondant. Ses premières expériences portent sur le vide. Il publie à vingt-sept ans son premier mémoire, Les nouvelles expériences sur le vide, avec la description des machines qui servent à les faire, qui fait la description d'une première machine à faire le vide, peu chère car elle n'utilise pas de « vif argent » (mercure). On y découvre un savant marqué par la méthode cartésienne, et un inventeur ingénieux, qui met facilement ses théories en application en construisant des machines.

### Départ pour Londres
À partir de 1675, Papin, qui est protestant, devance la révocation effective de l'édit de Nantes, et part pour Londres, avec une recommandation de Christian Huygens. Il y rejoint assez vite les travaux de Robert Boyle, lequel, atteint par la goutte, trouve en Papin un assistant idéal pour reprendre l'étude des propriétés de l'air. Papin construit une nouvelle machine à faire le vide, puis un fusil à air comprimé. 

#### 1679: le Digesteur

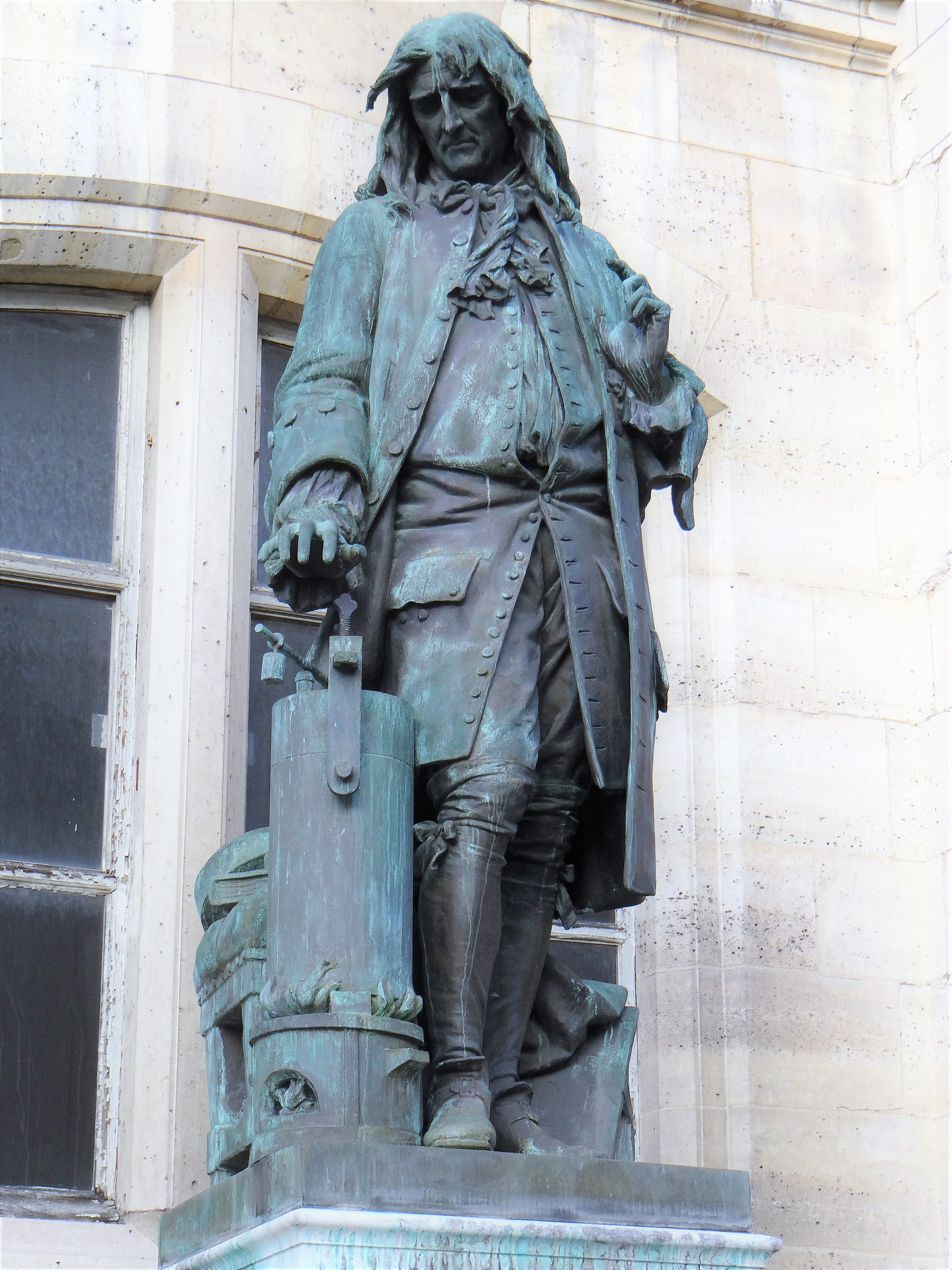
Statue de Denis Papin
dans la cour du Conservatoire national des arts et métiers de Paris.

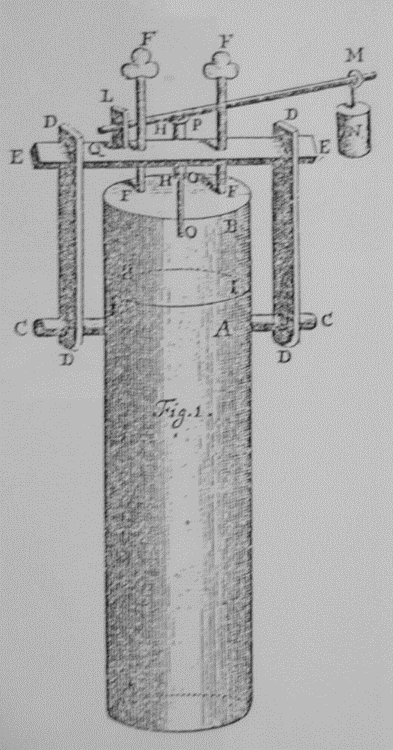
Le Digesteur.

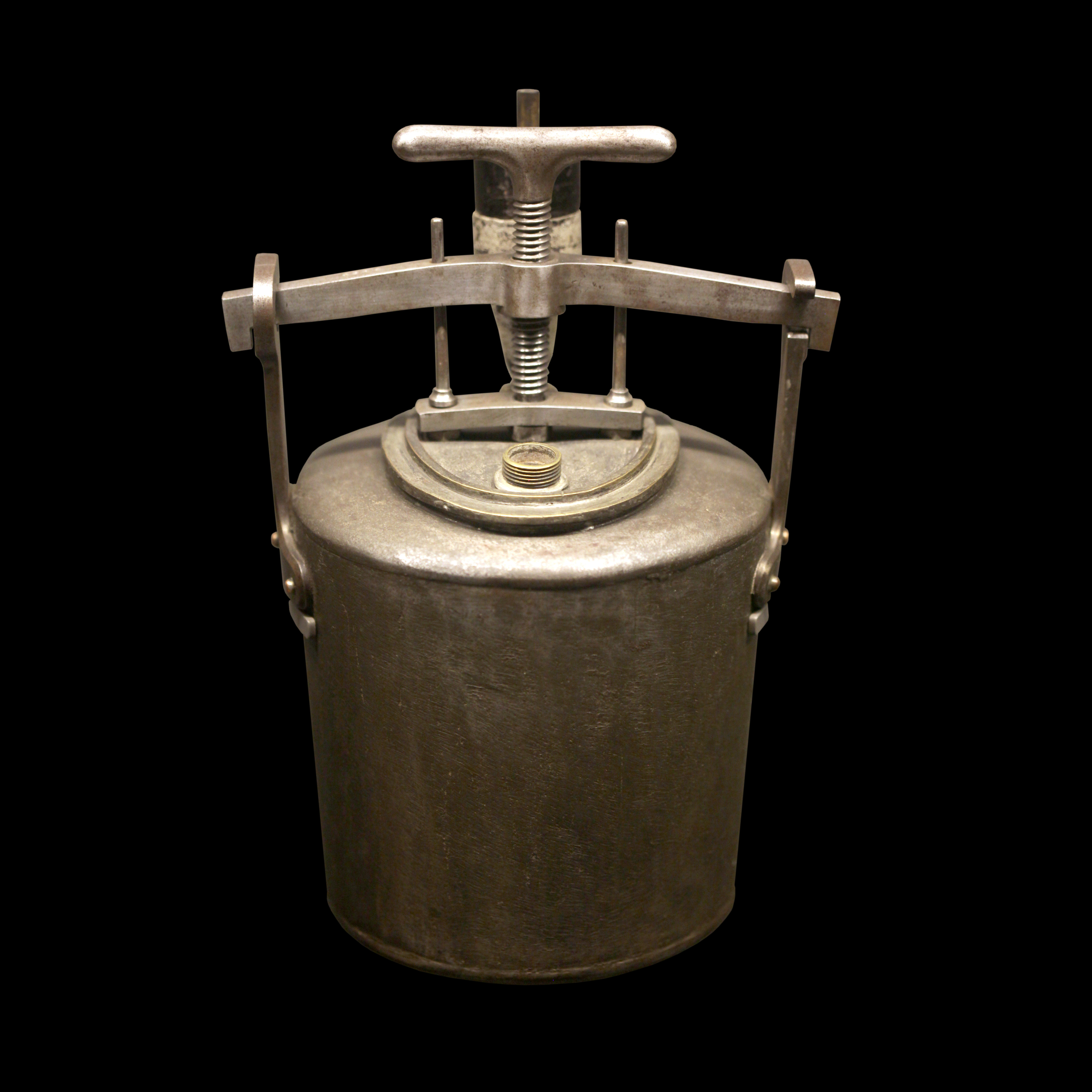
Le Digesteur, fin XVIII

En 1679, Papin, en faisant des expériences de compression pour Boyle, a soudain l'idée du Digesteur. Son intuition est celle-ci : le fer rouge, plus compressé, chauffe davantage que le charbon qui est moins dense. Il doit donc en être de même pour l'eau : si on la presse en l'empêchant de se « raréfier » librement, elle doit chauffer davantage. Pour le vérifier, il construit un premier appareil, le Digesteur. C'est un cylindre de fonte étroit et très fort, sur lequel un couvercle est maintenu en pression grâce à des vis, et que l'on remplit d'eau au deux tiers, avant de le placer sur le feu. À l'intérieur de ce cylindre, on place le pot, un second cylindre en métal fermé en bas, également muni d'un couvercle, dans lequel on met les aliments ou matières à tester. L'eau se change peu à peu en vapeur, la pression et la température montent, jusqu'à atteindre la valeur de la pression fixée par la position du poids sur la tige de la soupape de sûreté (au départ limitée à 8 bars). Celle-ci, installée sur le couvercle, permet d'éviter une explosion. Le Digesteur est donc un appareil qui possède tous les attributs principaux de la chaudière, dans le sens donné au mot « chaudière » aujourd'hui, car au XVIIe siècle, ce mot désigne seulement une sorte de marmite. En 1680 paraît à Londres un premier mémoire, pour relater la première série d'expériences faites avec cette machine, intitulé A new Digester or Engine for softning bones, containing the description of its make and use in these particulars, soit « Un nouveau Digesteur ou machine pour amollir les os, contenant une description détaillée de sa fabrication et son usage ».
La double montée, en pression et en température, en brûlant pourtant moins de bois, fait de l'appareil un « moyen de cuisson un peu brutal », selon le propre terme de Papin : les os et les morceaux de la vache la plus vieille et la plus dure, se transforment en gelée. Cette machine, aujourd'hui nommée autoclave, ou autocuiseur, suivant l'application qu'on lui donne, permet à Papin de mener des expériences totalement inédites et spectaculaires pour l'époque. Toutes sortes d'aliments et de matières sont testées dans le Digesteur, et Papin note minutieusement les transformations qu'il observe, en bon adepte de la méthode expérimentale de Descartes. Ces multiples essais avec le Digesteur, mais aussi avec sa nouvelle machine à faire le vide améliorée (1686) et avec son distillateur se poursuivent à Venise entre 1682 et 1684, et il les couche sur le papier en 1686, dans un nouveau recueil d'expérience, intitulé d'abord A continuation of the Digestor, puis Continuation du Digesteur. Ces nouveaux essais font l'analyse de la fermentation de toutes sortes d'aliments, que Papin réussit toujours à stopper, en chauffant d'abord (sous pression ou non), puis en bouchant sous vide. D'autres expériences remarquables, faites en conjuguant l'action des trois machines Digesteur/machine à vide/distillateur, aboutissent à la création des premiers parfums alimentaires. On y trouve aussi une recette pour fabriquer de la limonade, ainsi qu'une méthode pour mouler le bois. En faisant fondre de l'ivoire, Papin découvre également un moyen infaillible pour fabriquer de la gelée, ce dont il se sert pour isoler de l'air diverses denrées. Il observe, par exemple, qu'en les plongeant dans la gelée, les pommes ou les groseilles se dégradent nettement moins vite. Et parfois, comme dans le cas des fraises, la gelée prend même le goût des fruits : c'est la trace des premières gélatines parfumées. Il fait aussi d'autres observations. En laissant tomber une goutte d'eau sur un Digesteur très chaud et en la frappant en même temps avec un marteau, on observe une sorte d'explosion. Une autre observation contribue à une autre invention, encore plus considérable : après refroidissement, le digesteur lui-même, ou les pots mis à l'intérieur sont difficiles à ouvrir, comme si on y avait fait le vide.
Le savant a construit des Digesteurs, de différentes tailles. Les modèles de 1686 permettent également de malaxer en étant placés sur un axe. Papin semble avoir expérimenté des pressions élevées, puisqu'il relate avoir observé la fonte d'un petit plat en étain. Or ce métal fond à la température de 220 degrés, on peut donc estimer que Papin a mené ses expériences jusqu'à environ 25 bars de pression.
Peu porté sur le commerce, Papin échoue à tirer un revenu significatif du Digesteur. Il fait cependant sa notoriété à Londres en 1680, et Boyle se sent autorisé à proposer le savant comme membre titulaire de la Royal Society de Londres, ce qu'elle accepte le 31 décembre 1680. Malgré la révocation de l'Édit de Nantes (1685), le mémoire du savant calviniste expatrié à Londres, paru à Paris en 1682 sous le titre La Manière d'amollir les os & de faire cuire toutes sortes de viandes en fort peu de temps & à peu de frais ; avec une description de la machine dont il faut se servir pour cet effet, &c., se diffuse en France.
Entre 1682 et 1684, on ne garde pas de trace des travaux de Papin à Venise où, sur l'invitation du diplomate Sarroti, il a été invité à venir fonder une Académie des sciences à Venise, chose certainement difficile dans la cité des Doges, où régnait alors une grande instabilité politique. En 1684, Papin est de retour à Londres et retrouve son poste et ses appointements à la Royal Society. Ses travaux continuent à tourner autour des mêmes thèmes de l'eau, de l'air, du vide.

#### 1685: proposition d'une nouvelle manière d'élever l'eau

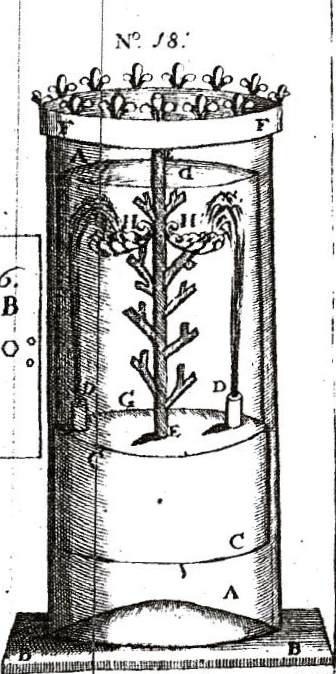
L'énigme du jet d'eau perpétuel, 1684
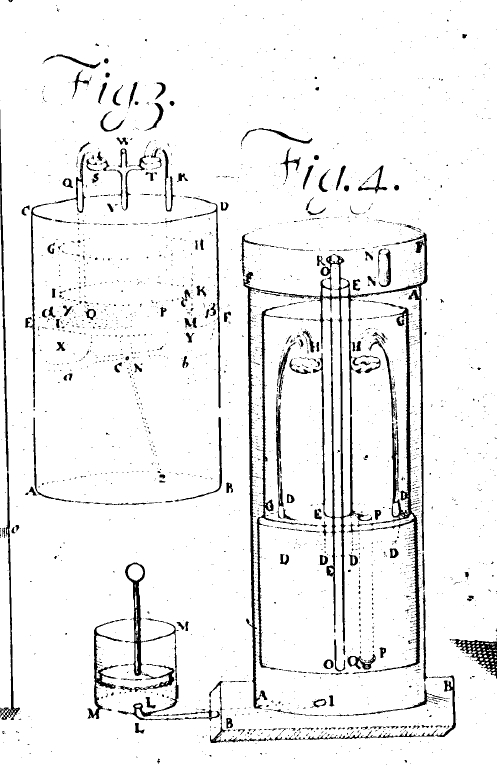
Fig 4 : La solution de l'énigme du jet d'eau perpétuel, 1685
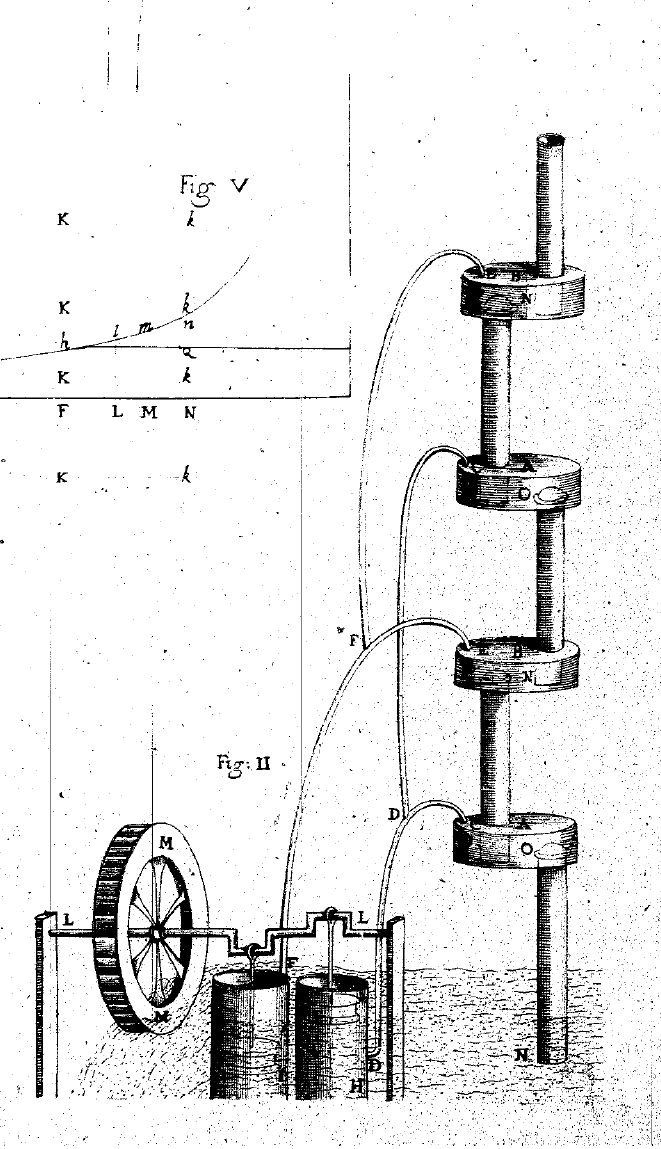
Fig 2 : proposition d'un nouveau moyen pour élever l'eau, 1685

Élever l'eau, au XVIIe siècle est une préoccupation de tous les instants, particulièrement en Angleterre, où on travaille dans les mines dans des conditions extrêmement difficiles.
En janvier 1685, Papin a fabriqué le petit modèle d'une machine, dans laquelle on observe une branche de corail au centre, surmontée d'une couronne, et deux petits jets d'eau qui fonctionnent en permanence et sans aide extérieure (du moins en apparence).
Après avoir proposé aux lecteurs d'en résoudre l'énigme, il en dévoile le fonctionnement six mois plus tard dans les Philosophical Transaction no 178 (Fig 4) : la couronne masque en fait un réservoir, dans lequel il commence par faire le vide pour faire monter l'eau d'un autre réservoir situé plus bas, puis le temps suivant, une fois les pressions d'air équilibrées dans ces deux réservoirs, il restitue la pression du réservoir supérieur en lui réinjectant de l'air. L'eau qui était montée dans le réservoir supérieur s'est entretemps écoulée par gravité grâce à un tuyau caché dans la colonne de corail, et elle a mis en mouvement les deux petits jets d'eau. La restitution de la pression dans le réservoir supérieur permet de repousser l'eau sans difficulté dans le réservoir inférieur, ce d'autant plus facilement qu'il y demeure encore un certain vide.
Ce cycle peut recommencer à l'infini, tant que quelqu'un actionne la pompe, reliée à la machine par un fin tuyau, et dissimulée à distance.
La suite de l'article s'appuie sur cette machine pour décrire un engin plus utile et sans artifices décoratifs : une machine qui élève l'eau à une hauteur sans limite, grâce à des réservoirs superposés. Sur le dessin intitulé Fig. 2, Papin en a figuré quatre, espacés de dix ou quinze pieds (environ trois à quatre mètres).

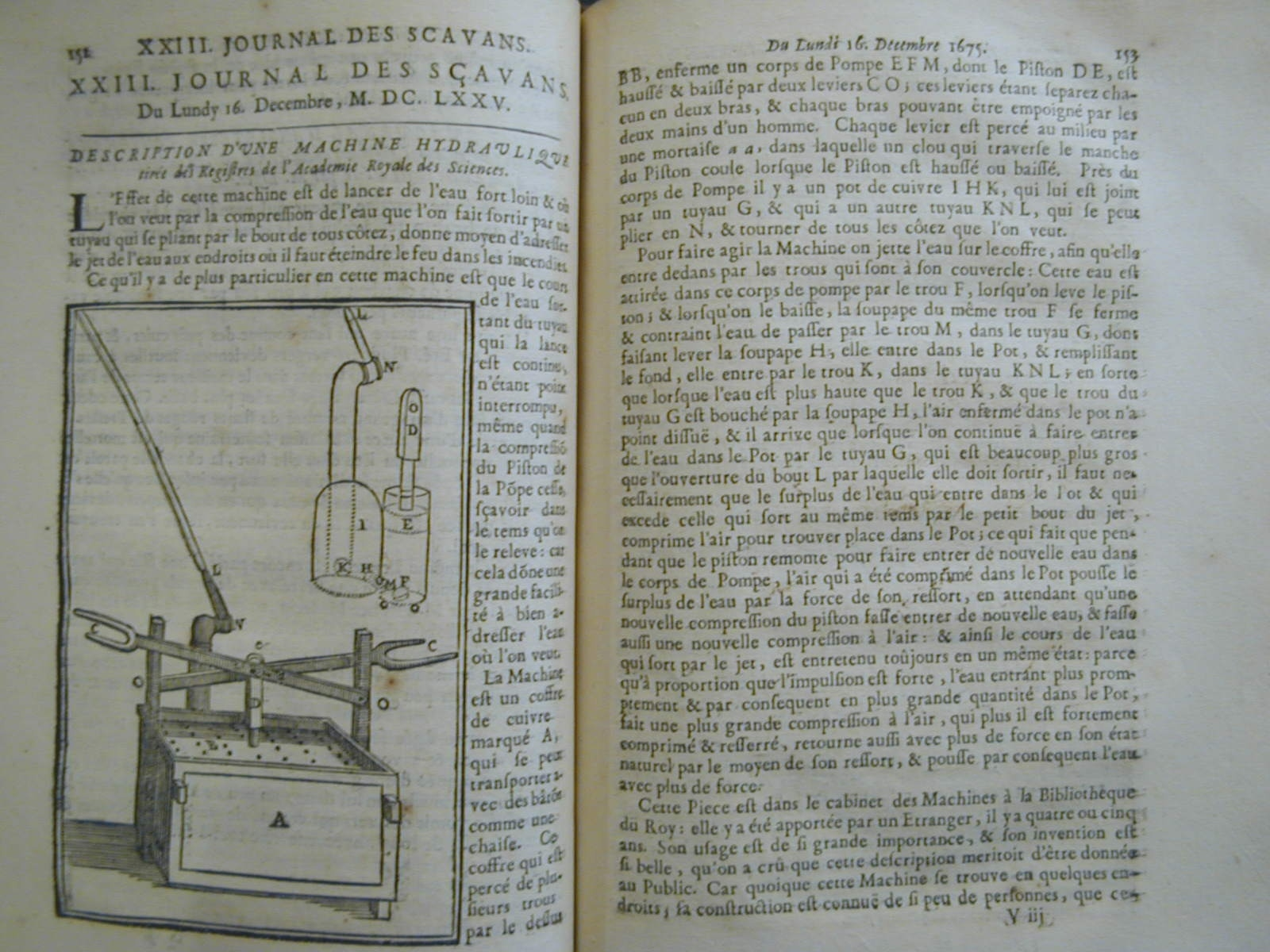
Machine à incendie, 1671.

Le principe de cette machine pneumatique est à comparer avec le principe mécanique imaginé à la même époque par Rennequin Sualem à Marly. Sa gigantesque machine hydraulique doit permettre dès juin 1685 d'acheminer 6 000 mètres cubes par jour d'eau de Seine à Versailles en lui faisant escalader la colline de Marly, haute de 163 m. Ne pouvant faire cela d'un seul coup, ce qui aurait exposé les tuyaux à des pressions trop importantes, Sualem a été contraint d'installer des puisards et des pompes en plusieurs paliers, qu'il actionnait grâce à la rotation de quatorze roues à aubes, mettant en mouvement tout un système de tringles et de renvois. Malgré ces paliers, la pression demeurait trop forte, et les fuites divisèrent rapidement le débit de la machine par deux.
La solution exposée ici par Papin (Fig. 2) semble bien plus simple, puisqu'elle ne comporte presque aucune partie mobile. La pompe actionnée par la roue à aubes n'est pas utilisée pour pousser l'eau dans les tuyaux, mais pour créer le vide, et le transmettre aux différents réservoirs. Autrement dit, il fait succéder dans chaque réservoir, une phase de vide pour faire monter l'eau du réservoir inférieur, puis une phase de pression pour la pousser vers le réservoir supérieur, et ceci de façon alternée à chaque étage.
Les deux pompes mues par une roue à aubes, sont reliées aux réservoirs par un mince tuyau de métal, qui en extrait l'air, ou restitue la pression, suivant que le piston monte ou descend. Au temps 1 de la pompe, le piston de gauche monte et fait le vide dans les réservoirs 2 et 4, tandis que la pompe de droite dont le piston descend, restitue la pression normale aux réservoirs 1 et 3. L'eau monte donc d'un étage, des réservoirs 1 et 3 vers les réservoirs 2 et 4. Au temps suivant, la roue a tourné, et les pistons des pompes sont alternés : c'est donc le contraire, ce sont les réservoirs 1 et 3 qui reçoivent le vide, tandis que l'on restitue la pression dans les réservoirs 2 et 4, et c'est au tour de l'eau de la rivière et de celle du réservoir 2 de monter respectivement dans les réservoirs 1 et 3. 
L'eau ne pouvant que monter dans la machine et jamais descendre, grâce à des valves, elle peut ainsi être élevée à une grande hauteur sans augmenter la pression dans les tuyaux, car pour l'élever plus haut, il suffit d'ajouter des étages supplémentaires. 
Un autre avantage de cette machine, nous dit Papin en s'appuyant sur des calculs, est que la roue à aubes et les pompes peuvent se trouver sur la rivière, mais l'extraction de l'eau peut avoir lieu à distance, car étant donné la vélocité de l'air, les tuyaux qui conduisent le vide peuvent être très fins (1/9 de pouce, nous dit Papin, soit environ 3 mm), et donc ne pas « consommer » trop de vide. Il fait également remarquer que ces tuyaux sont moins sujets à des fuites, puisqu'ils sont minces, et que la pression leur vient de l'extérieur.
Autant d'avantages que la petite fontaine, posée en énigme aux lecteurs, démontrait parfaitement.

#### 1685: la «Machine à transporter au loin la force des rivières»

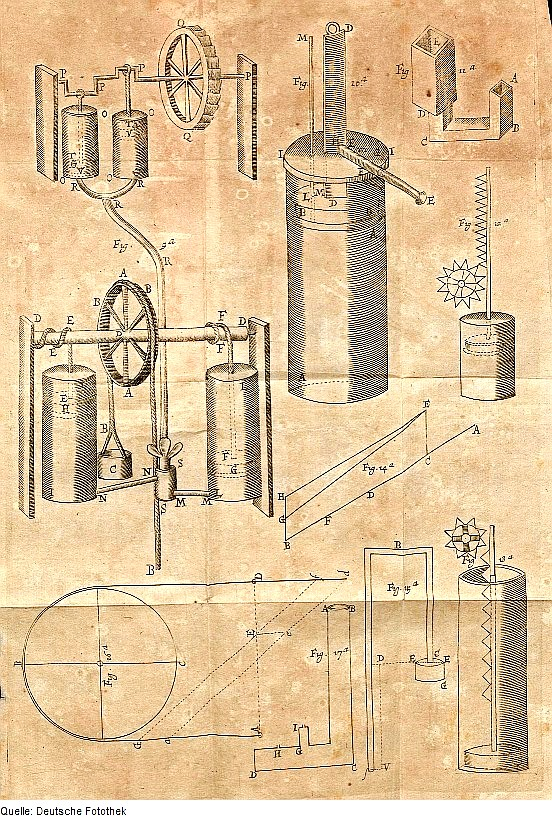
Plan d'une pompe à pression de vapeur

Robinet à quatre voies

Vers 1685 Papin travaille sur sa « Machine à transporter au loin la force des rivières ». Au XVIIe siècle, la seule énergie dont on dispose de façon sûre et continue est le courant des rivières. Cette machine vise à déplacer l'énergie des moulins : le courant de la rivière agit sur une roue à aubes ou à augets, pour mettre en rotation un axe, muni de manivelles, lesquelles actionnent à leur tour alternativement deux pompes à air. Le vide créé sous chaque piston est mis en commun, et il est transmis par l'intermédiaire d'un tuyau, à deux autres pompes dans lesquelles, cette fois, on distribue manuellement le vide, à gauche puis à droite, en actionnant le « robinet à quatre voies ». L'utilisation et la transmission du vide est reprise plus tard, pour alimenter en énergie le petit artisanat des villes, qui ne nécessitait pas l'emploi de vapeur à haute pression.

### Séjour en Allemagne
En 1688, après plusieurs déplacements en Allemagne, Papin rejoint définitivement Marbourg, où l'intervention du Landgrave de Hesse lui a permis de trouver une chaire de professeur de mathématiques. Malgré ses espoirs du début, il échoue à intéresser ses élèves aux mathématiques et à la pneumatique. Les élèves délaissent peu à peu ses cours, mais sa renommée est grande, car il parcourt le pays en y menant toutes sortes d'expériences.

#### 1690: le premier cylindre piston à vapeur

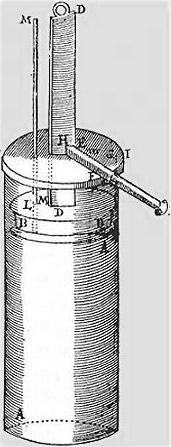
premier cylindre-piston à vapeur, 1690.

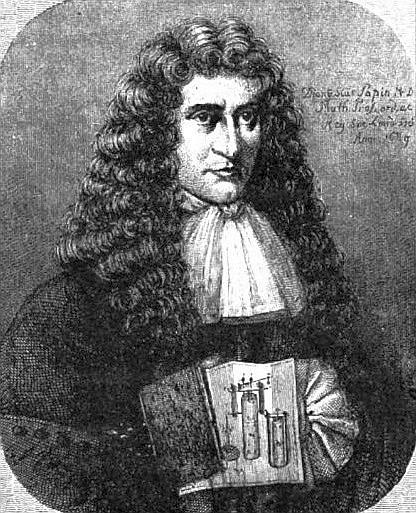
Denis Papin vers 1690.

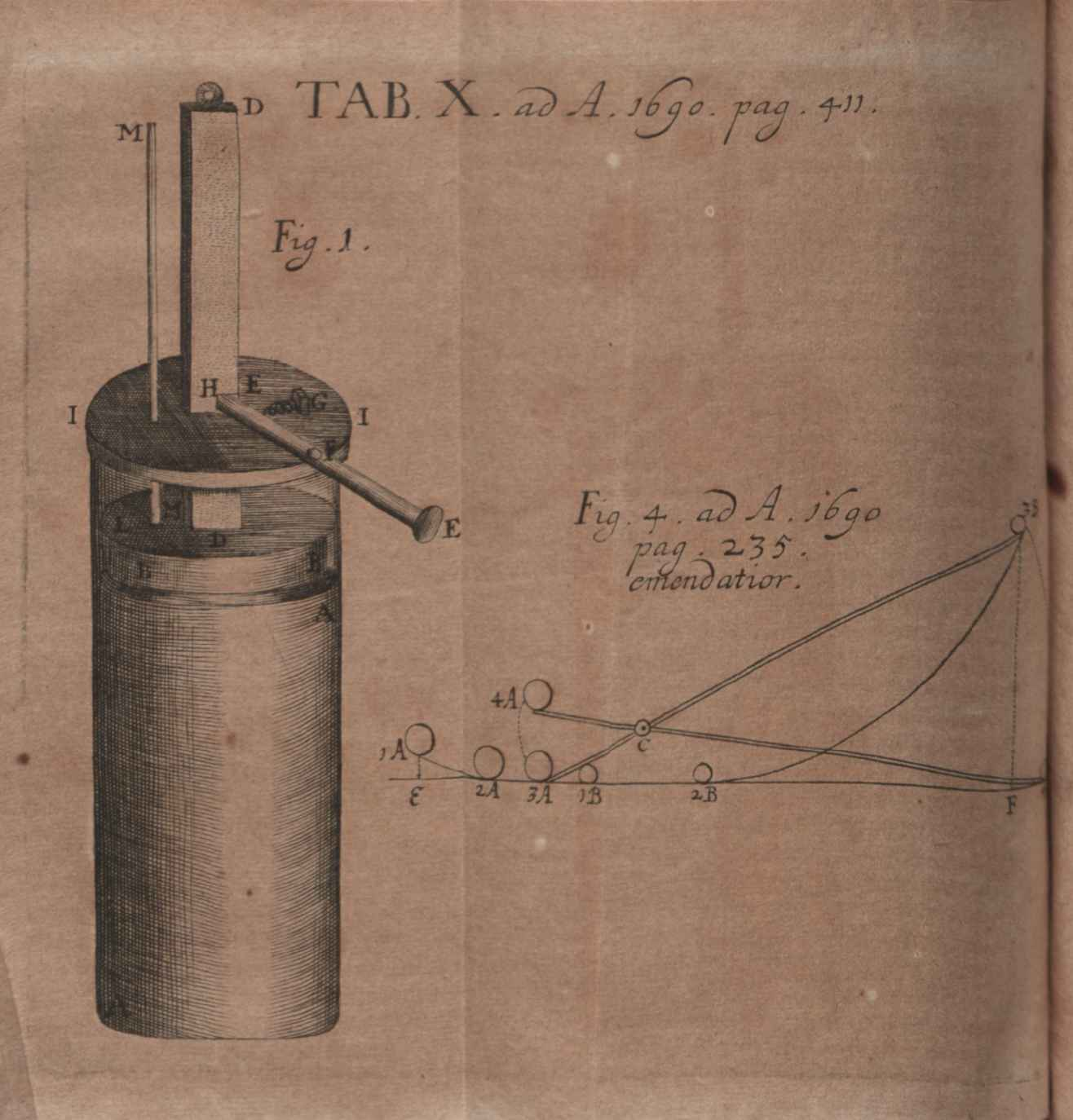
Illustration à Nova methodus ad vires motrices... publiée sur les Acta Eruditorum, 1690.

Premier décalage réel de 1 atmosphère.

Vers 1688, Denis Papin a tenté d'améliorer le cylindre à poudre de Huyghens. Papin connaissait bien cette machine expérimentale, pour avoir participé à sa démonstration devant Colbert, au Louvre. L'idée de cette machine était de créer un vide sous le piston, après y avoir enflammé un volume de poudre, et chassé les gaz de combustion au-dehors. Le but, jamais atteint, étant de produire un décalage de pression significatif entre le haut et le bas du piston, pour produire une force mécanique.
Papin reprend cette étude vers 1688, mais il finit par en conclure que la poudre est indomptable, et qu'elle est le vice du système. Il se tourne alors vers les propriétés de l'eau, qu'il connaît mieux que personne, pour les avoir étudiées pendant des années dans son Digesteur. Son idée est de remplacer la poudre enflammée à l'intérieur du cylindre par de l'eau, et de chauffer l'extérieur du cylindre.
En 1690, Papin publie (en latin, en français cinq ans plus tard) un article dans les Acta eruditorum de Leipzig, intitulé « Nouvelle manière de produire à peu de frais des forces mouvantes extrêmement grandes ».
Son appareil expérimental est un simple cylindre/piston de deux doigts de diamètre (4 cm), dans lequel il met de l’eau avant de le placer sur le feu. L'eau en chauffant se transforme en vapeur, augmente de volume et le piston s'élève. Lorsque le piston est bloqué en position haute, grâce à un cran d'arrêt placé sur la tige, c'est alors le moment de retirer le cylindre du feu et de laisser refroidir. Devenue froide, la vapeur se condense, et tout l'espace autrefois occupé par la vapeur est vide. On a donc au-dessus du piston, le poids de la colonne d'air (= la pression atmosphérique) et au-dessous du piston, un vide important, jusqu'à la surface de l'eau recondensée. Lorsqu'on relâche le cran d'arrêt, la colonne d'air pèse de tout son poids sur le haut du piston, ce qui permet à la tige du piston de soulever un poids de 60 livres (30 kg). 
Avec cette invention peu spectaculaire mais néanmoins capitale, Papin franchit une nouvelle étape dans le chemin qui mène à la machine à vapeur moderne. C'est ce principe que Thomas Newcomen reprend pour élaborer la première véritable machine à vapeur industrielle en 1712. Mais en 1690, seul Papin pressent les prolongements de son invention, conscient des forces qu’il peut déclencher, en utilisant des tubes de plus en plus gros, car, dit-il, « la pression augmentera ainsi de suite en raison du triple des diamètres ». Il réclame dès lors « une manufacture pour fabriquer aisément des tubes légers, et d'un diamètre régulier », car, dit-il, sa machine démontre que « des tubes ainsi faits peuvent très commodément s'employer à plusieurs usages importants ». La suite et fin de l'article, pleine d'enthousiasme, décrit le premier bateau à roues à aubes motorisé, tel que l'imaginait le savant : quatre cylindres pneumatiques, agissant l'un après l'autre, sur l'axe transversal de deux roues à aubes, placées de part et d'autre de la coque. 
Avec cette idée, et l'invention en 1680 du Digesteur, on peut penser que Papin a posé toutes les bases de la machine à vapeur : avec le Digesteur et la soupape de sécurité, Papin a introduit la vapeur sous pression, dont il n'a cessé ensuite d'analyser les propriétés. Dix ans plus tard, avec ce cylindre pneumatique, il met en évidence la puissance mécanique que l'on peut tirer de la transformation de l'eau.
Le biographe Louis de La Saussaye le remarque : dès août 1690, l'enthousiasme de Papin est total, mais il semble être le seul à entrevoir les prolongements de son invention, notamment sa puissance qui augmente « en raison du triple des diamètres » (sic) : en effet, le poids de la colonne d'air, situé au-dessus du piston, dépend uniquement de la surface du piston (qui est proportionnelle au carré du diamètre de celui-ci), et il est donc très facile d'en augmenter la puissance.

#### Le sous-marin «Urinator»
Entre septembre 1690 et mai 1692, Papin obtient le soutien du Landgrave pour travailler à continuer les expériences de barque plongeante du Hollandais Drebbel à Londres. Deux modèles de sous-marin sont construits. Leur but n'était pas de naviguer 400 m sous l'eau, mais seulement de rester masqués des navires ennemis, en étant capable de rester sous la surface.
Le premier modèle de Papin est un cube de bois et de fer étanche très renforcé et lesté, à l'intérieur comme à l'extérieur. Une pompe à air montée sur poulie, permet de le pressuriser. Le savant n'avance pas au hasard dans ce domaine : à l'Académie des sciences vers 1673, Papin a mesuré la résistance de différents animaux au vide et à l'air comprimé (voir Nouvelles expériences sur le vide, avec la description des machines qui servent à le faire, 1674).
Contrairement à la barque de Drebbel, la respiration prolongée de l'équipage ne repose pas sur un prétendu procédé alchimique. L'air est pris à la surface par un tuyau de cuir. Une fois le bateau sous air comprimé, explique Papin, on peut ouvrir les trous (f) situés au fond, pour y passer des rames, et aussi puiser l'eau qui constitue le complément de lest, permettant à l'appareil de plonger. Ce premier bateau plongeant est équipé d'un baromètre, qui mesure la pression de l'air à l'intérieur, laquelle équivaut à celle de l'eau, puisque les deux sont mis en communication, ce qui permet d'estimer la profondeur. Après un essai de pressurisation à terre, où tout semble fonctionner comme prévu, la démonstration devant la cour tourne à la catastrophe : lors de la mise à l'eau, le sous-marin est si lourd que la flèche de la grue se rompt et endommage irrémédiablement l’engin. Papin humilié, disparaît pendant quelques jours.
Moins d’un an plus tard, il termine la construction du second modèle, auquel il a apporté plusieurs améliorations. La description d'« Urinator » paraît dans les « Actes des érudits de Leipzig », puis plus tard, en 1695, dans le Recueil de diverses pièces de Denis Papin. C’est un tonneau ovale, qui résiste naturellement par sa forme à la pression extérieure de l’eau, lorsqu’il est immergé. Une pompe à air centrifuge, reliée à deux tuyaux de cuir maintenus à la surface par une vessie flottante, rafraîchit l’air à l’intérieur de l’habitacle, tandis que le baromètre mesure cette fois la pression à l’extérieur. Un dénommé Haes, correspondant ou espion de Leibniz, fit paraît-il un compte rendu circonstancié de l’essai du submersible, un jour de mai 1692. Papin, accompagné d’un acolyte courageux, fit plonger le bateau, puis il le fit évoluer sous les eaux de la Lahn.

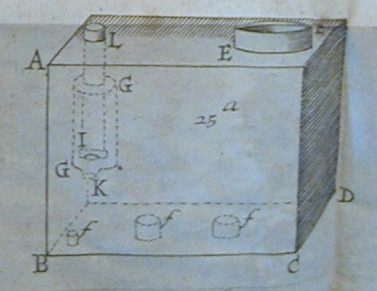
Sous-marin de Papin, premier modèle, Recueil de diverses pièces, 1695.
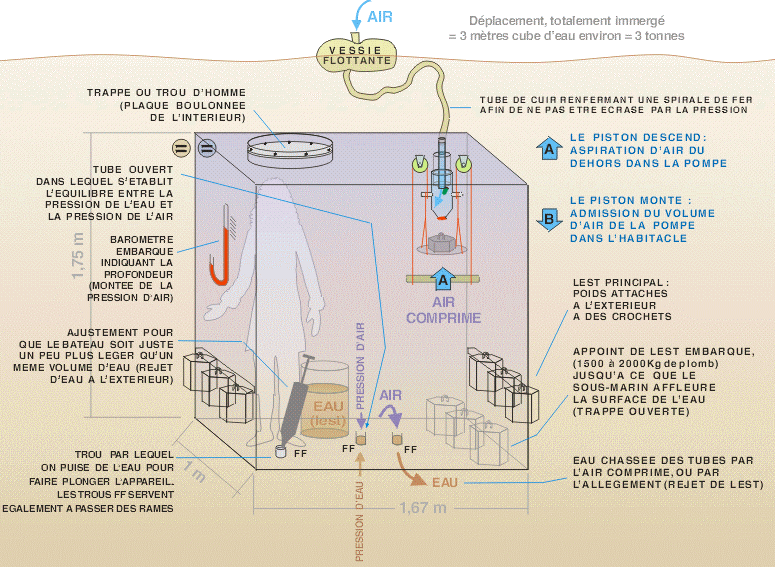
Premier modèle de sous-marin de Papin, schéma expliquant le fonctionnement.
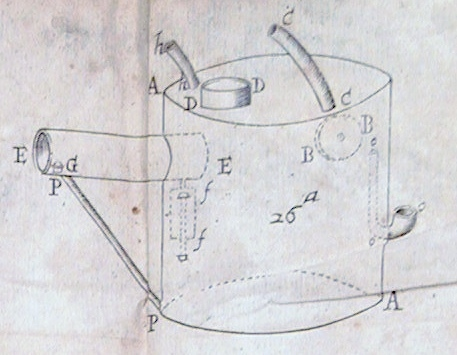
Sous-marin de Papin, second modèle, dessin des actes des érudits, 1695.

#### Inventions diverses

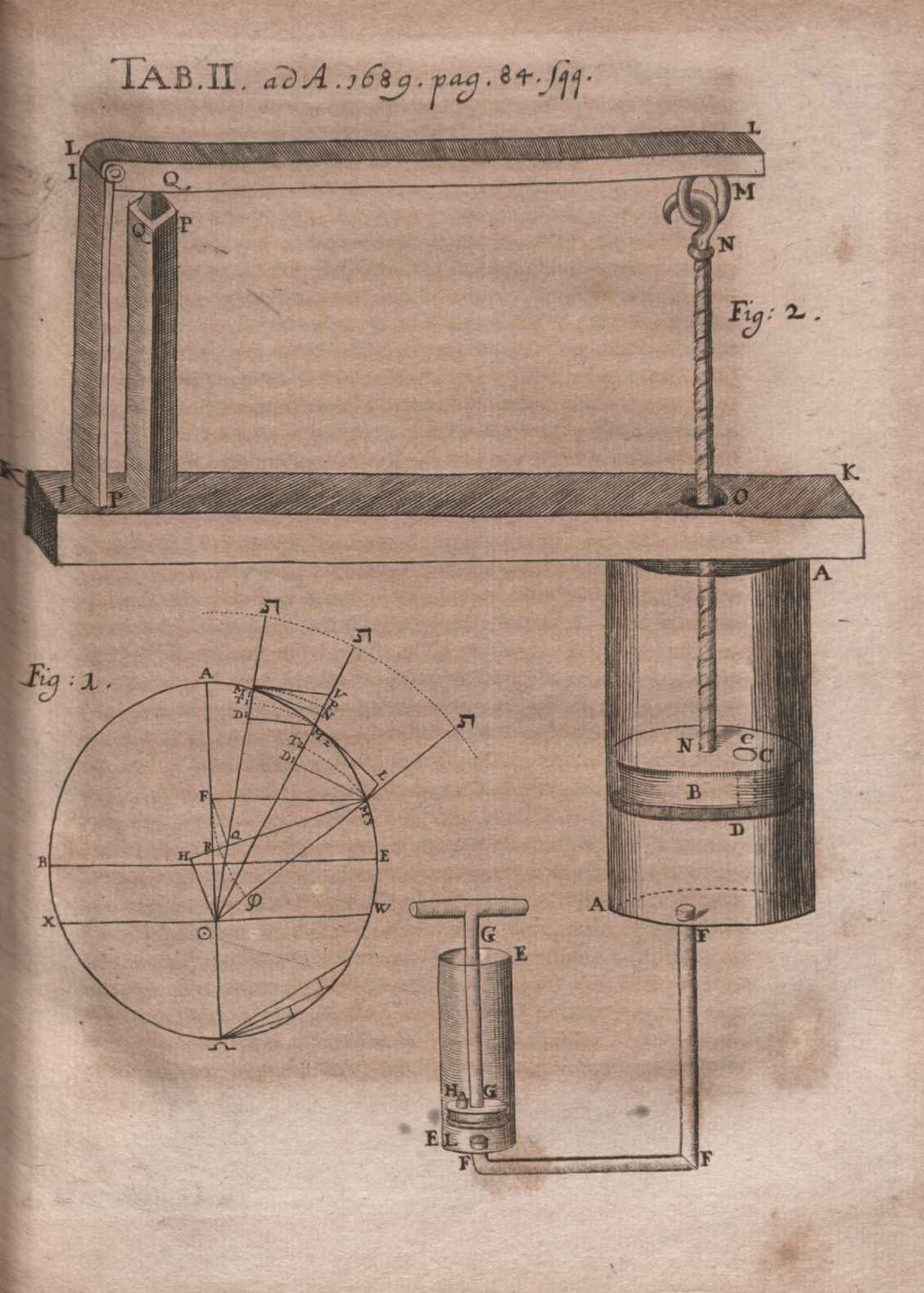
Illustration à Descriptio torcularis publiée sur les Acta Eruditorum, 1689

Vers 1695, Papin devenu le médecin personnel du Landgrave de Hesse, quitte Marbourg pour le château de Cassel. Le seigneur veut pour son château des jets d’eau et des miroirs, tout comme Louis XIV à Versailles. Après quelques hésitations, c’est à Papin que revient ce défi. Dans un courrier à Leibniz, Papin relate qu'il a construit une machine à élever l’eau, dont le principe est comparable à celle de Thomas Savery, et que celle-ci fut emportée par les glaces, lors d’une débâcle. Suivent de nombreuses inventions et constructions: un pressoir à cidre pneumatique ; une machine à conserver les jus de fruits par échauffement puis maintien sous vide ; un soufflet géant pour l’aération des mines, un alambic à air comprimé ; un four à air pulsé pour améliorer la fonte du verre ; une lanterne sous-marine alimentée en air pour attirer les poissons ; un four à pain utilisant une meilleure circulation d'air ; une machine améliorant sérieusement l'évaporation de l'eau de mer et la production de sel ; des coussins et matelas pneumatiques ; un lance-grenade pneumatique, …
En 1704, Papin termine la construction d'un bateau à roues à aubes. On ne sait pas grand chose du système mécanique qui l'équipe, sinon que le Landgrave de Hesse, avec qui Papin a essayé la machine, en fut très impressionné.

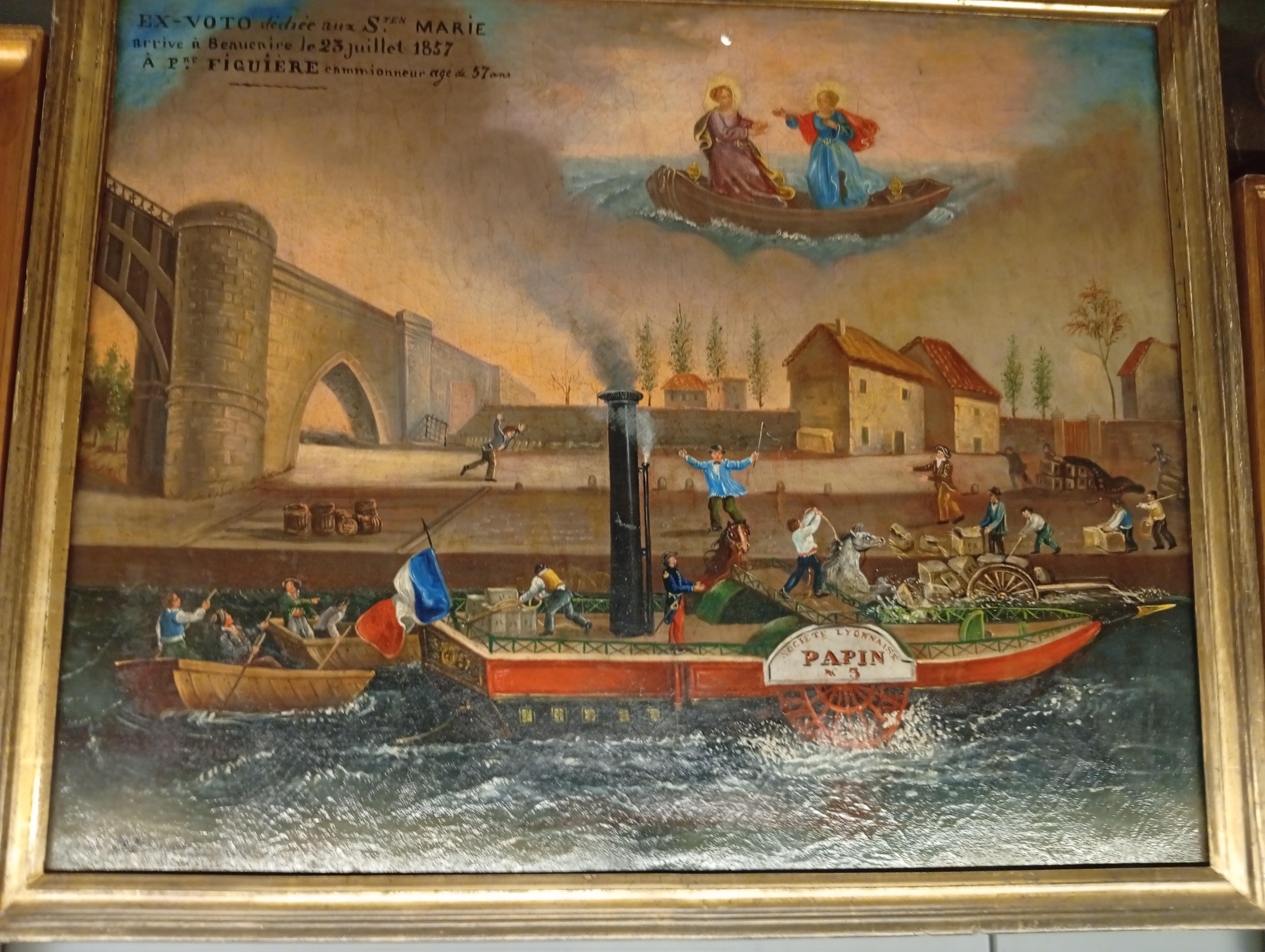
painting exposed inside the church of Stes-Marie de la Mer

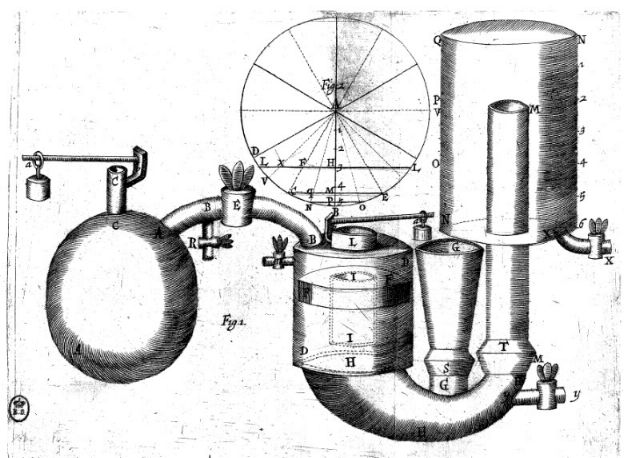
La dernière machine mise au point par Denis Papin, surnommée la machine de l'électeur

En 1707, Papin rend compte d'une machine à pomper l'eau, par la force du feu, dans un dernier mémoire, intitulé Nouvelle machine à élever l’eau par la force du feu.
Dans un cylindre, la vapeur surchauffée par des fers rouges pousse un flotteur, sous lequel se trouve l'eau à pomper, qui est repoussée à travers une cornue dans un réservoir supérieur, cylindrique et hermétique. Lorsque l'eau pompée s'y trouve en quantité suffisante, l'air emprisonné fait pression, et on peut ouvrir un robinet en bas de ce vase pour laisser l'eau sous pression s’échapper et mettre en mouvement une roue à multiples ailettes, dont l'axe est commun avec celui d'une meule. Papin a prévu d'installer cette machine au-dessous du niveau de l'eau à pomper, afin que l'entonnoir d'alimentation se remplisse de lui-même : cette machine est donc adaptée pour être installée à bord d’un bateau.

### Retour à Londres
En 1707, Denis Papin devient membre de l'Académie de Berlin, mais les ennemis de Papin sont alors nombreux en Allemagne, et leur vindicte se déchaîne, à la suite d’une nouvelle expérience d’artillerie au cours de laquelle l’explosion d’un canon aurait fait plusieurs victimes.
Dans un courrier à Leibniz, Papin dit maintenant craindre pour sa vie et il veut gagner Londres, afin de poursuivre ses expériences de bateau dans des eaux plus profondes. En septembre 1707, il met toutes ses affaires dans son bateau à roues à aubes, et il descend la Fulda depuis Cassel jusqu’à la Weser, où des mariniers le contraignent à s'arrêter. Après quelques jours de tergiversations, alors que Papin et sa famille s’apprêtent à repartir, les mariniers s'emparent du bateau à aubes et de la machine, et les mettent en pièces.
Papin part alors seul pour Londres où, vingt ans après avoir quitté la Royal Society, il espère retrouver sa place, et poursuivre ses expériences. Cruelles illusions car Boyle mort, c'est maintenant le règne d'Isaac Newton, qui dédaigne l'avance technologique de Papin, lequel réclame pourtant de travailler en collaboration avec Thomas Savery, afin de retirer le fruit de leurs expériences.
Le médecin termine alors sa vie d'inventeur avec de petites inventions. Il met au jour l'intérêt sanitaire de renouveler l'air dans les appartements. Il a d'autres idées, mais il refuse d'en faire part, de peur qu'on ne les lui vole. 
Ses revenus ne cessent de diminuer. On finit par perdre la trace du savant à Londres vers 1712. Il existe un écrit concernant l'enterrement d'un « Denys Papin » dans un registre des mariages et sépultures du XVIIIe siècle, qui était à l’origine à St Bride's Church, Fleet Street, Londres, mais qui est maintenant conservé aux Archives métropolitaines de Londres. Le texte indique que Denys Papin a été enterré à St Bride le 26 août 1713, quelques jours seulement après son soixante-sixième anniversaire, et que sa sépulture fut dans le Lower Ground, l'un des deux lieux funéraires appartenant à l'église de St Bride à cette époque. Depuis la découverte, en 2016, du lieu et de la date de l'enterrement de Papin en 1713, une plaque commémorative a été érigée dans l'entrée ouest de l'église de St Bride, Fleet Street, à Londres, pour commémorer sa vie et ses réalisations.

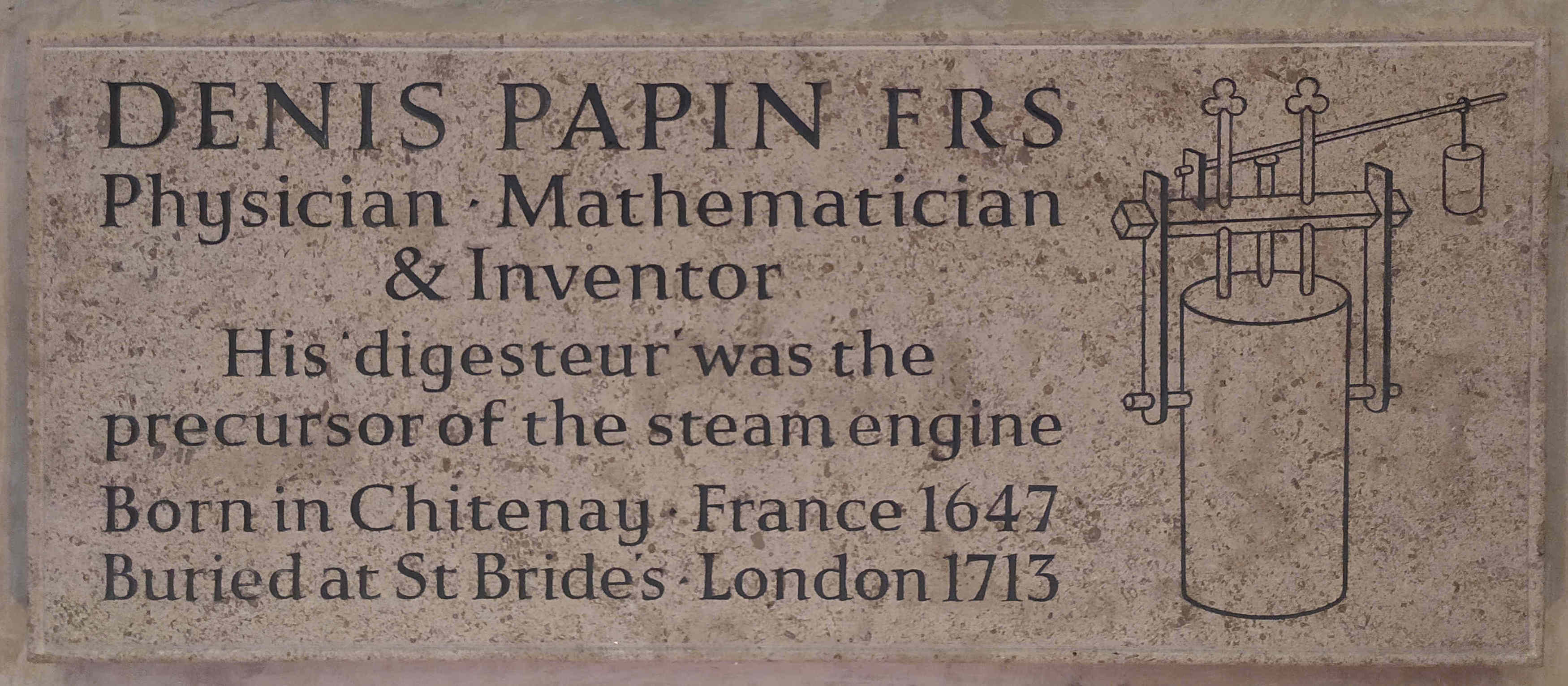
Plaque commémorative dans l'église de St Bride à Londres

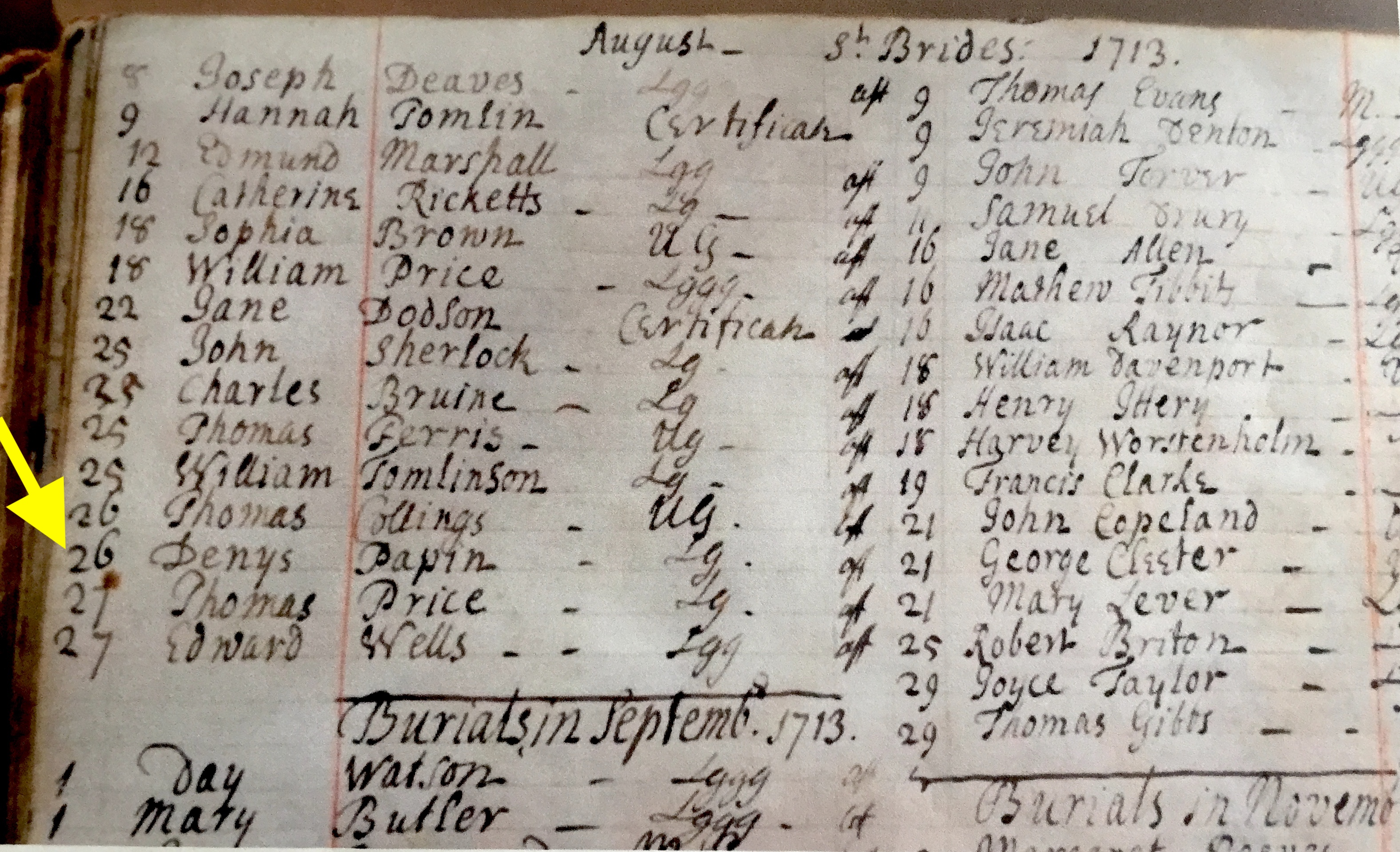
La page dans le Registre de l’église de Sainte Bride qui indique la date de l'enterrement de Papin

## Œuvres
- Nouvelle manière pour lever l'eau par la force du feu ... par m. D. Papin, A Cassel, pour Jacob Estienne libraire de la cour : par Jean Gaspard Voguel imprimeur, 1707 (lire en ligne)

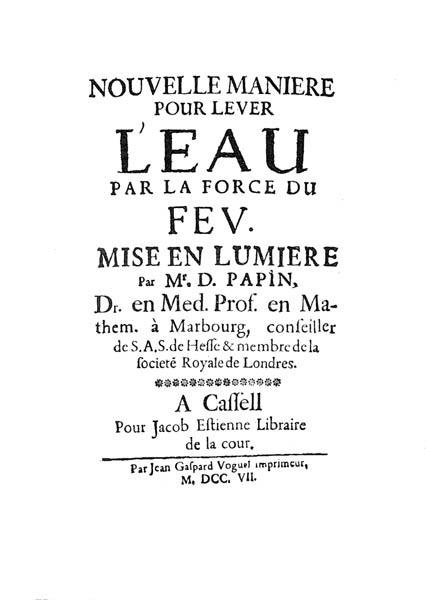
Nouvelle manière pour lever l'eau par la force du feu (1707)

### Bibliographie

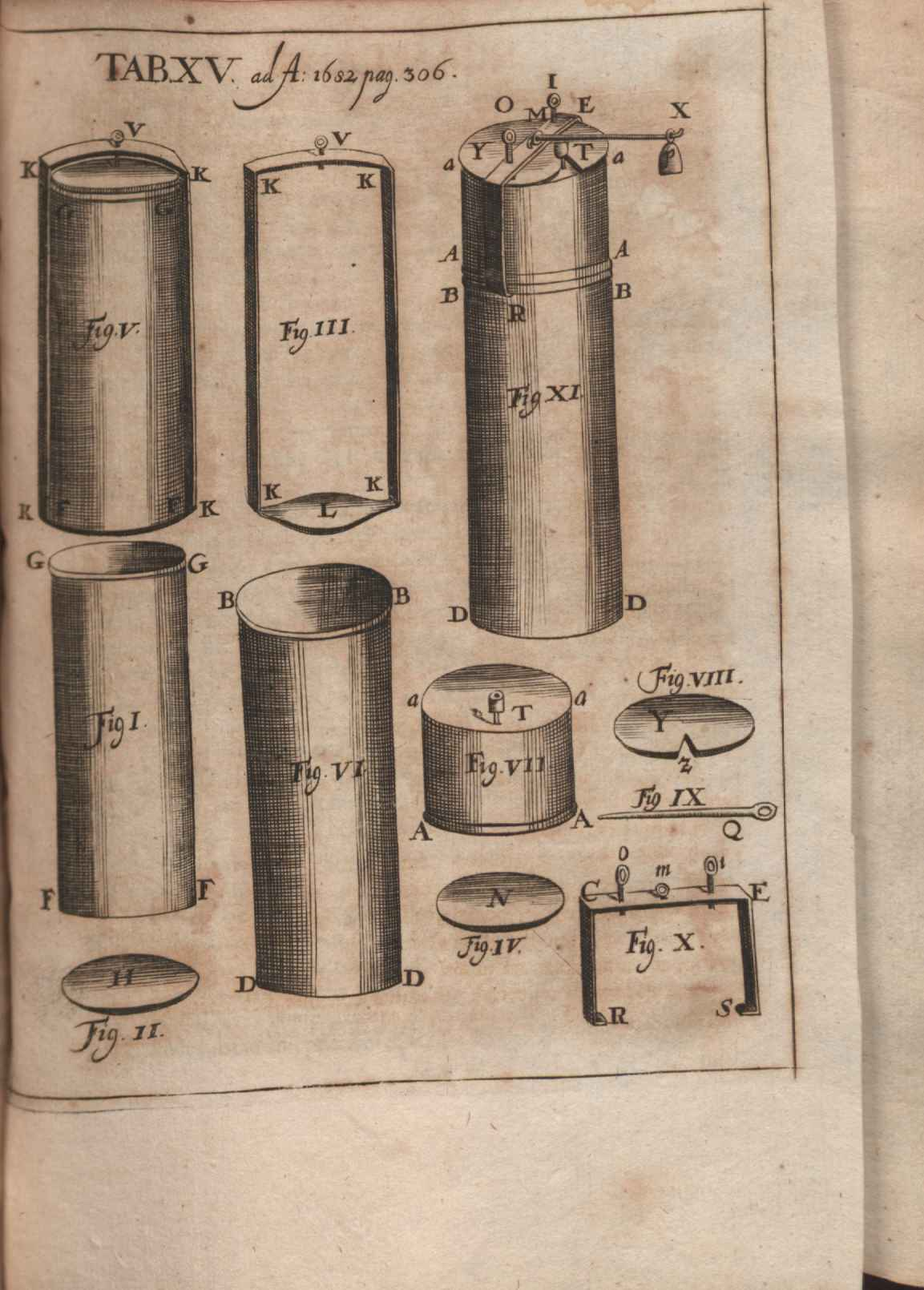
Illustration à la critique du La maniere d'amolir les os publiée sur les Acta Eruditorum du 1682